# امیرآباد (فهرج)
امیرآباد روستایی در دهستان فهرج بخش مرکزی شهرستان فهرج استان کرمان ایران است.

## جمعیت
بر پایه سرشماری عمومی نفوس و مسکن در سال ۱۳۹۵ جمعیت این روستا کمتر از ۳ خانوار بوده‌است.